# John Henderson
John Nathan Henderson (Født d. 9. januar 1979 i Nashville, USA) er en tidligere amerikansk fodbold-spiller, som spillede defensive tackle for henholdsvis Jacksonville Jaguars og Oakland Raiders. Han har tidligere spillet for Jacksonville Jaguars.
Henderson blev valgt til to Pro Bowls, der er en All-Star kamp for NFL spillerne. Han er kendt for at være en hård spiller, da hans opvarmning består af lussinger fra en lille træner.